# Transpiráció
A transpiráció vagy transzspiráció a növények sztómáin keresztüli víz- vagy vízgőzleadása, elpárologtatása.

## A transpiráció folyamata
A párologtatást élettani folyamatnak tekintjük, melynek során a növényi test a felvett víz legnagyobb részét vízgőz formájában bocsátja ki a légkörbe. 
A növények anatómiai és morfológiai felépítése jelentősen megváltoztatja a párologtatás folyamatát, ezért a transzspirációt az evaporációval, vagyis a párolgással szemben a növények élettani tevékenységéhez soroljuk.

## A transpiráció típusai
A transpiráció helye alapján három típust különböztetünk meg:
1. cuticularis transzspiráció: A párologtatás a kutikulán keresztül történik, amely egy átnemeresztő takaró, de ha vékony, akkor ezen keresztül távozik a teljes vízveszteség 20%-a az atmoszférába. A kutikula vastagsága különböző. Minél vastagabb, annál inkább csökken a párologtatás mértéke.
2. lenticelláris párologtatás: A transzspirációt a lenticellák teszik lehetővé. Az innen távozó vízmennyiség általában elhanyagolható mértékű és csak kivételes esetekben lehet jelentős.
3. stomatarius transzspiráció: Az elpárologtatott víz 80-90%-át jelenti.

## A transpiráció élettani hatásai
A transpiráció domináló tényező a növények vízháztartásában, mivel képes szabályozni a vízfelvétel intenzitását és a víz hosszú távú szállítását, valamint a növény testén áthaladó víz mozgatójaként fogható fel. A párologtatás jelentőségét mutatja az a tény is, hogy a gyökerek által felvett víznek 95%-át elpárologtatja, és csak 5%-át vagy még annál is kevesebbet használ fel a növekedéséhez és az anyagcseréjéhez. Ha azonban kedvezőtlen körülmények állnak fel, a növények becsukják gázcserenyílásaikat azért, hogy elkerüljék a kiszáradást, így ezzel egy időben a szén-dioxid optimális mennyiségének felvétele sem tud megvalósulni. Ez tekinthető a transpiráció egyik „hátrányának”. Ez a belső ellentmondás, ami a növények vízgazdálkodása és a fotoszintézis között fennáll, nem jelenti azt, hogy a párologtatás felesleges és káros dolog, mert a transpiráció a növényben áthaladó vízáramot kedvezően befolyásolja, megkönnyíti az ásványi elemeknek a levelekbe jutását a gyökérből, és a párologtatás által csökkenti a levelek hőmérsékletét, így a legforróbb napon is lehetővé teszi munkájukat.

## Lásd még
- Evaporáció
- Evapotranspiráció